# Céramique de Taïwan

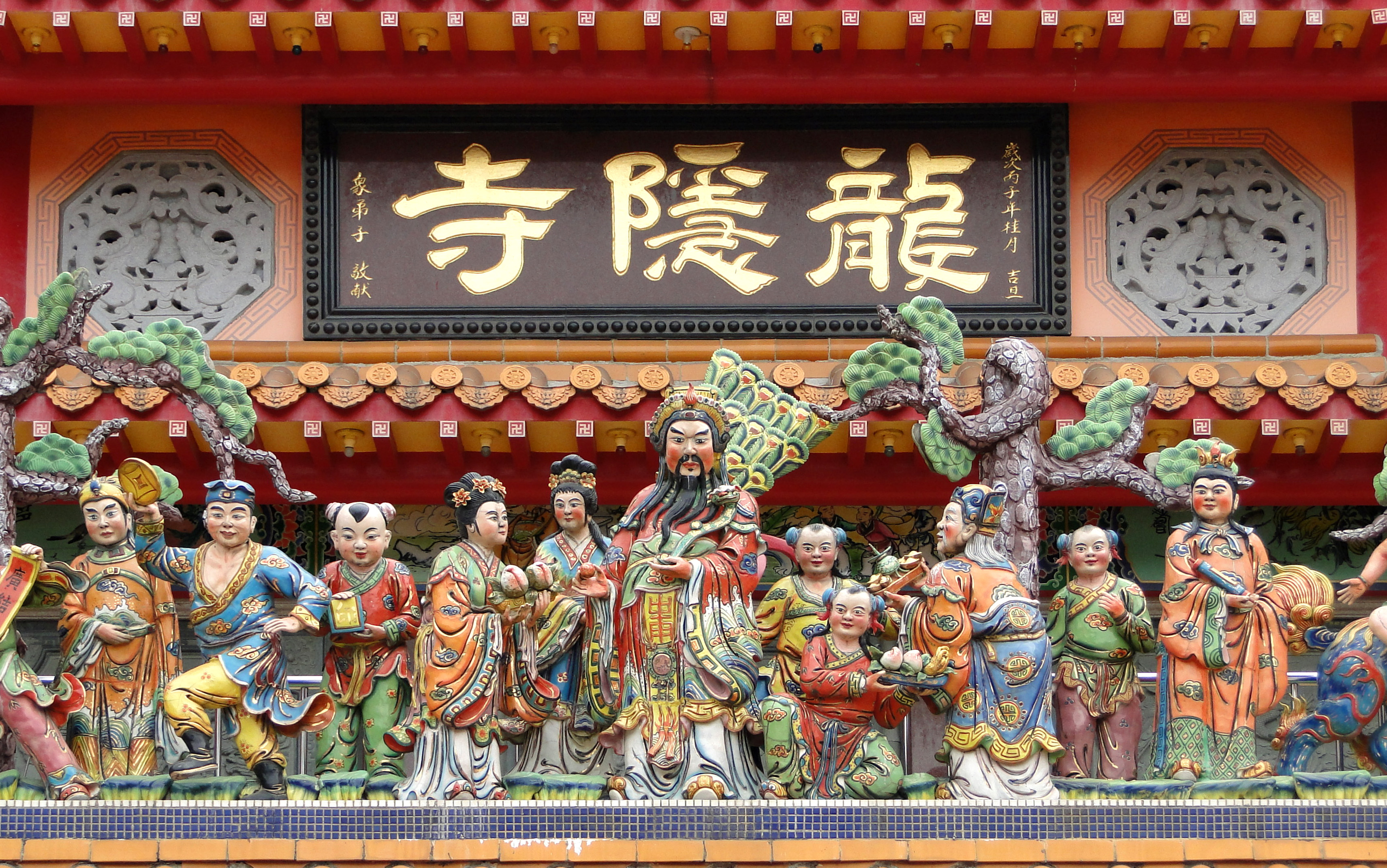
Figurines sur le temple de Longyin à Chiayi.

La céramique de Taïwan est influencée par la céramique chinoise.

À Taïwan, à partir du milieu du XIXe siècle, les productions de faïence Koji (figurines variées réalistes et brillamment colorées destinées principalement à la décoration des temples) atteignent un niveau remarquable.
Les céramiques Koji seraient une tradition artisanale importée à Taïwan en provenance du Guangdong au XIXe siècle[réf. nécessaire].
À cette époque, la céramique Koji servait principalement à la décoration des murs et des toitures des temples. Elle utilisait comme motifs décoratifs des personnages, des animaux, des oiseaux et des fleurs, dans des couleurs lumineuses et vernissées[réf. nécessaire].
De nos jours, il ne reste plus qu'une poignée d'artisans qui possède encore le savoir-faire traditionnel de Koji; la plupart se trouve dans la ville de Chiayi. La céramique Koji représente la grande réalisation artistique des artistes taïwanais. Les officiels taïwanais remettent toujours à leurs hötes de marque de la céramique Koji en cadeau[réf. nécessaire].